# Symploce wulingensis
Symploce wulingensis är en kackerlacksart som beskrevs av Feng, P. och Patrick C.Y. Woo 1993. Symploce wulingensis ingår i släktet Symploce och familjen småkackerlackor. Inga underarter finns listade i Catalogue of Life.